# Finał Pucharu Polski w piłce nożnej 2007
Finał Pucharu Polski w piłce nożnej 2007 – mecz piłkarski kończący rozgrywki Pucharu Polski 2006/2007 oraz mający na celu wyłonienie triumfatora tych rozgrywek, który został rozegrany 1 maja 2007 roku na Stadion GKS-u Bełchatów w Bełchatowie, pomiędzy Dyskobolią Grodzisk Wielkopolski a Koroną Kielce. Trofeum po raz 1. wywalczyła Dyskobolia Grodzisk Wielkopolski, która uzyskała tym samym prawo gry w kwalifikacjach Pucharu UEFA 2007/2008.

## Droga do finału
| Dyskobolia Grodzisk Wielkopolski | Dyskobolia Grodzisk Wielkopolski | Dyskobolia Grodzisk Wielkopolski | Runda       | Korona Kielce | Korona Kielce | Korona Kielce |
| Data                             | Przeciwnik                       | Wynik                            | Runda       | Data          | Przeciwnik    | Wynik         |
| -------------------------------- | -------------------------------- | -------------------------------- | ----------- | ------------- | ------------- | ------------- |
| 26.09.2006                       | Znicz Pruszków                   | 2:1                              | 1/16 finału | 20.09.2006    | Tur Turek     | 3:1           |
| 24.10.2006                       | Górnik Polkowice                 | 3:0                              | 1/8 finału  | 24.10.2006    | Górnik Zabrze | 5:0           |
| 14.03.2007                       | Ruch Chorzów                     | 1:0                              | Ćwierćfinał | 13.03.2007    | Lech Poznań   | 1:0           |
| 04.04.2007                       | Ruch Chorzów                     | 3:1                              | Ćwierćfinał | 03.04.2007    | Lech Poznań   | 2:3           |
| 11.04.2007                       | Cracovia                         | 1:0                              | Półfinał    | 10.04.2007    | Wisła Płock   | 3:2           |
| 24.04.2007                       | Cracovia                         | 1:0                              | Półfinał    | 25.04.2007    | Wisła Płock   | 1:1           |

## Mecz

### Przebieg meczu
Mecz odbył się 1 maja 2007 roku na Stadion GKS-u Bełchatów w Bełchatowie. Sędzią głównym spotkania był Grzegorz Gilewski. Wynik meczu został otwarty już w 16. minucie, po strzale z 30 metrów Radosława Majewskiego oraz błędnym obliczeniu toru lotu piłki przez bramkarza Korony Kielce, Macieja Mielcarza.
W 29. minucie Korona Kielce została osłabiona po drugiej żółtej, w konsekwencji czerwonej kartce Mariusza Zganiacza. W 77. minucie meczu po dokładnej akcji i dokładnym podaniu Piotra Piechniaka, Jarosław Lato skierował piłkę do bramki drużyny przeciwnej, ustalając tym samym wynik meczu na 2:0.

### Szczegóły meczu
| 1 maja 2007 12:15 | Dyskobolia Grodzisk Wielkopolski · Majewski 16' · Lato 77' | 2:01:0Raport | Korona Kielce | Stadion GKS-u Bełchatów, Bełchatów Widzów: 5 500 Sędzia: Grzegorz Gilewski (Radom) |
|                   |                                                            |              |               |                                                                                    |

| Dyskobolia Grodzisk Wielkopolski: |  |                    |              |     |
|                                   |  |                    |              |     |
| BR                                |  | Aleksander Ptak    |              |     |
| OB                                |  | Radek Mynář        |              |     |
| OB                                |  | Mate Lacić         | Żółta kartka |     |
| OB                                |  | Łukasz Tupalski    |              |     |
| OB                                |  | Włade Łazarewski   |              |     |
| PO                                |  | Piotr Piechniak    |              |     |
| PO                                |  | Piotr Świerczewski |              |     |
| PO                                |  | Radosław Majewski  |              |     |
| PO                                |  | Jarosław Lato      | Żółta kartka | 87' |
| NA                                |  | Adrian Sikora      |              | 90' |
| NA                                |  | Filip Iwanowski    |              | 62' |
| Zmiany:                           |  |                    |              |     |
| NA                                |  | Takesure Chinyama  |              | 62' |
| PO                                |  | Marek Sokołowski   |              | 87' |
| NA                                |  | Piotr Rocki        |              | 90' |
| Trener:                           |  |                    |              |     |
| Maciej Skorża                     |  |                    |              |     |

| Korona Kielce:    |  |                       |              |     |
|                   |  |                       |              |     |
| BR                |  | Maciej Mielcarz       |              |     |
| OB                |  | Paweł Golański        | Żółta kartka |     |
| OB                |  | Marek Szyndrowski     | Żółta kartka |     |
| OB                |  | Marcin Kuś            |              |     |
| OB                |  | Robert Bednarek       |              | 63' |
| PO                |  | Grzegorz Bonin        |              |     |
| PO                |  | Hermes                | Żółta kartka |     |
| PO                |  | Mariusz Zganiacz      | 29'          |     |
| PO                |  | Marcin Kaczmarek      |              | 73' |
| NA                |  | Krzysztof Gajtkowski  |              | 46' |
| NA                |  | Maciej Kowalczyk      |              |     |
| Zmiany:           |  |                       |              |     |
| PO                |  | Michał Trzeciakiewicz |              | 46' |
| NA                |  | Marcin Robak          |              | 63' |
| PO                |  | Paweł Sasin           |              | 73' |
| Trener:           |  |                       |              |     |
| Ryszard Wieczorek |  |                       |              |     |

| Puchar Polski w piłce nożnej 2006/2007 Zwycięzcy |
| ------------------------------------------------ |
| Dyskobolia Grodzisk Wielkopolski 1. Tytuł        |

## Po meczu
W finale triumfowała Dyskobolia Grodzisk Wielkopolski, a dla Korony Kielce była to trzecia porażka z rzędu, po kolejnej porażce, poniesionej 5 maja 2007 roku na wyjeździe 2:0 z Zagłębiem Lubin trenera Ryszarda Wieczorka zastąpił Arkadiusz Kaliszan.